# وليد نصار
وليد نصار، لاعب كرة قدم كويتي سابق، ومدرب كرة قدم حالي، وهو ابن لاعب نادي القادسية الكويتي السابق كريم نصار.
و قد كان يلعب مع نادي الكويت.
و قد لعب مع منتخب الكويت لكرة القدم.
والان مدرب في نادي كاظمة الرياضي لدرجة الأولى

## كأس الخليج 1990
و قد سجل هدف في مرمى منتخب الإمارات لكرة القدم.
وله هدف من اروع الاهداف على مرمى منتخب بلغاريا بالكويت ضمن استعدادت المنتخب البلغاري لكاس العالم

## بعد الاعتزال
درب عدد من فرق الناشئين في نادي كاظمة، وفي يوم 5 ابريل 2008 تم تداول اسمه من ضمن المرشحين لتولي منصب مساعد مدرب منتخب الكويت لكرة القدم ، وفي يوم 6 ابريل 2008 وافق نادي كاظمة على إعارة وليد نصار إلى منتخب الكويت.